# Kutkivți, Cemerivți
Kutkivți (în ucraineană Кутківці) este localitatea de reședință a comunei Kutkivți din raionul Cemerivți, regiunea Hmelnîțkîi, Ucraina.

## Demografie
Componența lingvistică a localității Kutkivți
     Ucraineană (98,56%)
     Rusă (1,29%)
     Alte limbi (0,07%)
Conform recensământului din 2001, majoritatea populației localității Kutkivți era vorbitoare de ucraineană (98,56%), existând în minoritate și vorbitori de rusă (1,29%).